# Zōuyú
 (août 2024).
La mise en forme du texte ne suit pas les recommandations de Wikipédia : il faut le « wikifier ».
Les points d'amélioration suivants sont les cas les plus fréquents. Le détail des points à revoir est peut-être précisé sur la page de discussion.
- Les titres sont pré-formatés par le logiciel. Ils ne sont ni en capitales, ni en gras.
- Le texte ne doit pas être écrit en capitales (les noms de famille non plus), ni en gras, ni en italique, ni en « petit »…
- Le gras n'est utilisé que pour surligner le titre de l'article dans l'introduction, une seule fois.
- L'italique est rarement utilisé : mots en langue étrangère, titres d'œuvres, noms de bateaux, etc.
- Les citations ne sont pas en italique mais en corps de texte normal. Elles sont entourées par des guillemets français : « et ».
- Les listes à puces sont à éviter, des paragraphes rédigés étant largement préférés. Les tableaux sont à réserver à la présentation de données structurées (résultats, etc.).
- Les appels de note de bas de page (petits chiffres en exposant, introduits par l'outil «  Source ») sont à placer entre la fin de phrase et le point final[comme ça].
- Les liens internes (vers d'autres articles de Wikipédia) sont à choisir avec parcimonie. Créez des liens vers des articles approfondissant le sujet. Les termes génériques sans rapport avec le sujet sont à éviter, ainsi que les répétitions de liens vers un même terme.
- Les liens externes sont à placer uniquement dans une section « Liens externes », à la fin de l'article. Ces liens sont à choisir avec parcimonie suivant les règles définies. Si un lien sert de source à l'article, son insertion dans le texte est à faire par les notes de bas de page.
- La présentation des références doit suivre les conventions bibliographiques. Il est recommandé d'utiliser les modèles {{Ouvrage}}, {{Chapitre}}, {{Article}}, {{Lien web}} et/ou {{Bibliographie}}. Le mode d'édition visuel peut mettre en forme automatiquement les références.
- Insérer une infobox (cadre d'informations à droite) n'est pas obligatoire pour parachever la mise en page.

Pour une aide détaillée, merci de consulter Aide:Wikification.
Si vous pensez que ces points ont été résolus, vous pouvez retirer ce bandeau et améliorer la mise en forme d'un autre article.
Le zōuyú (騶虞), également désigné sous les noms de  zōuwú (騶吾) ou encore zōuyá (騶牙), est une créature légendaire mentionnée dans la littérature chinoise.

## Description
Le Shuowen Jiezi décrit cet animal comme un tigre blanc avec des taches noires. Il serait féroce comme un tigre, mais surtout doté d’un caractère doux, dont le régime alimentaire serait strictement végétarien . Sur la plupart des illustrations le représentant, le zōuyú est représenté avec une très longue queue qui ondule tout le long de son corps. Il est décrit comme un animal doté du sens de la justice qui, à l'instar du qilin, n'apparaît que sous le règne d'un monarque bienveillant et sincère.

## Mentions dans la littérature

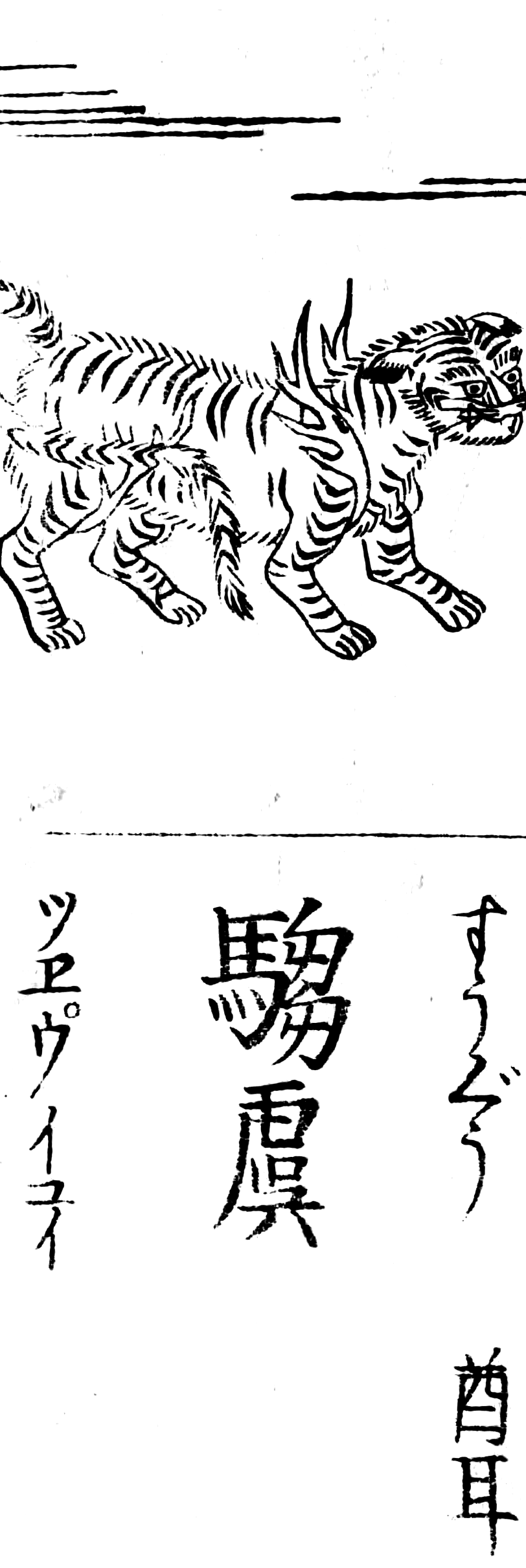
Illustration du zōuyú dans une édition du Wakan Sanzai zue de 1712.

La première mention connue des caractères utilisés pour décrire l'animal se trouve dans les Classique des vers, en ces termes : 

« Comme les roseaux ont prospéré au-dessus de la rivière...
Cinq sangliers abattus d'une flèche...
Voici notre tigre blanc, quel chasseur !
L'absinthe dense se dresse tel un mur.
La flèche a touché cinq d'entre eux d'un seul jet...
Voici notre zōuyú, quel chasseur ! »

Cependant, la référence a cet animal dans le poème restait déjà peu crédible auprès de certains commentateurs de poèmes de l'époque des Hans , puis du sinologue néerlandais Jan Julius Lodewijk Duyvendak décrivant l'interprétation de ce petit poème comme  "très douteuse" mentionnant plutôt un homme doué à la chasse qu'un quelconque animal . 
En 1404, sous le règne de l'empereur Yongle, le prince Zhu Su, un parent issu du Kaifeng (dans l'actuelle province du Henan ) lui envoya un zōuyú capturé à Shenhou (zh). Par la suite, plusieurs individus furent aperçus au cours des périodes ultérieures sans toutefois avoir été capturés, comme dans le le Shandong. À l'instar d'autres créatures du folklore, ces observations de zōuyú, ont été mentionnées par des auteurs contemporains comme vecteurs de bons présages ou d'événements extraordinaires. Faisant entre autres écho à la traversée du légendaire quilin sur le fleuve Jaune, qui était en fait la livraison de la girafe venue d'Afrique, par une délégation du Bengale arrivée en Chine à bord de la flotte de Zheng He, à l'époque .
La difficulté d'observation de cet animal lui donnait alors une certaine aura de mystère ; il fut alors illustré par la suite, par un artiste anonyme qui le représentant comme une sorte de tigre blanc très rare. Cette représentation particulière, se retrouvera dans les productions ultérieures comme le sanzai zue au cours du XVIIe siècle, jusqu'à l'étranger comme dans le wakan sanzai zue dans la littérature japonaise, dans lequel il est désigné sous le nom de sūgu (騶罵).

## L'identité du zōuyú
Intrigué par la véritable identité zoologique du zōuyú qui aurait été capturé à l'époque de Yongle, de nombreuses intellectuels se sont penchés sur son cas : 
Dans un premier temps, des intellectuels occidentaux pensaient que le terme zōuyú faisait en fait référence au panda géant. Duyvendak s'était même exclamé en ces termes : "Pourraît-il s'agir d'un Panda ?" Mais cette supposition était entre autres basée sur une documentation incomplète ou biaisée.
Le sinologue et linguiste Wolfgang Behr inclut le zōuyú ~ zōuwú ~ zōuyá parmi plusieurs autres noms, comme shī-zǐ (獅子), ou encore suān-ní (狻猊), des appellations habituellement utilisées pour désigner le  lion dans les textes chinois anciens. Riordan & Shi (2016) ont proposé que le mot zōuyú (驺瑜)  était une appellation dans les textes chinois anciens, servant à désigner d'autres prédateurs énigmatiques comme les panthères  . Sa similitude avec le tigre, sa couleur blanche et ses taches noires, la longueur de sa queue, son caractère placide ainsi que son alimentation végétarienne, évoquent le léopard des neiges chez de nombreux auteurs.